# Kim Ja-ok
Kim Ja-ok (김자옥?, 金慈玉?, Gim Ja-okLR, Kim Cha-okMR; Busan, 11 ottobre 1951 – Seul, 16 novembre 2014) è stata un'attrice sudcoreana.
Esordì nel 1970, recitando in film e serie televisive di successo per oltre trent'anni, che le valsero numerosi premi e il soprannome "regina delle lacrime", avendo recitato di frequente in melodramma romantici. Nel 1996 si cimentò brevemente nella carriera di cantante incidendo un album che vendette 600.000 copie. Morì il 16 novembre 2014, all'età di 63 anni, dopo che un cancro colorettale diagnosticato nel 2008 si era diffuso ai polmoni e ai linfonodi. Ebbe due figli dal marito, il cantante Oh Seung-keun.

## Filmografia

### Cinema
- Chun-won I Gwang-su (춘원 이광수?), regia di Choi In-hyun (1969)
- Botong yeoja (보통 여자?), regia di Byun Jang-ho (1976)
- Miss Yang-ui moheom (미스 양의 모험?), regia di Kim Eung-cheon (1978)
- Yeong-a-ui gobaek (영아의 고백?), regia di Byun Jang-ho (1978)
- Jibung wi-ui namja (지붕 위의 남자?), regia di Park Nam-soo (1978)
- Sangcheo (상처?), regia di Kim Gi (1978)
- Sar-innabireul jjonneun yeoja (살인나비를 쫓는 여자?), regia di Kim Ki-young (1978)
- Sunyeo (수녀?), regia di Kim Ki-young (1979)
- Mongma wi-ui yeoja (목마 위의 여자?), regia di Kim Eung-cheon (1979)
- Ga-eulbi usan sog-e (가을비 우산 속에?), regia di Suk Rae-myeong (1979)
- Tae-yang-eul humchin yeoja (태양을 훔친 여자?), regia di Lee Won-se (1979)
- Natseon gos-eseo harutbam (낯선 곳에서 하룻밤?), regia di Kim Eung-cheon (1980)
- Geu yeoja saramjamne (그 여자 사람잡네?), regia di Lee Hyung-pyo (1980)
- Hwa-yo-ilbam-ui yeoja (화요일밤의 여자?), regia di Kim Young-ho (1981)
- Mi-wohal su eomneun neo (미워할 수 없는 너?), regia di Moon Yeo-song (1981)
- I sesang dajunda haedo (이세상 다준다 해도?), regia di Park Yong-jun (1981)
- Daemul (대물?), regia di Song Young-soo (1988)
- Saebyeog-eul kkae-uriroda (새벽을 깨우리로다?), regia di Lee Gi-won (1990)
- Donggamnaegi gwa-oehagi (동갑내기 과외하기?), regia di Kim Kyeong-gyeong (2003)
- Jenny, Juno (제니, 주노?), regia di Kim Ho-jun (2005)
- Hong Gil-dong hu-ye (홍길동의 후예?), regia di Jeong Yong-ki (2009)
- Nugu-ui ttaldo anin Hae-won (누구의 딸도 아닌 해원?), regia di Hong Sang-soo (2013)

### Televisione
- Namja set yeoja set (남자 셋 여자 셋?) – serie TV (1996)
- Bullyang jubu (불량주부?) – serie TV (2005)
- Nae ireum-eun Gim Sam-sun (내 이름은 김삼순?) – serie TV (2005)
- Nuna (누나?) – serie TV (2006-2007)
- Coffee prince 1hojeom (커피프린스 1호점?) – serie TV (2007)
- Geudeur-i saneun sesang (그들이 사는 세상?) – serie TV (2008)
- Jibung tturko high kick! (지붕 뚫고 하이킥!?) – serie TV (2009-2010)
- Jigoneun motsar-a (지고는 못살아?) – serie TV (2011)